# Cynotilapia pulpican
Cynotilapia pulpican är en fiskart som beskrevs av Patrick Tawil 2002. Cynotilapia pulpican ingår i släktet Cynotilapia och familjen Cichlidae. Inga underarter finns listade i Catalogue of Life.